# 水越朝弓
水越 朝弓（みずこし あゆみ、1995年9月4日 - ）は、日本の女優、タレント。千葉県出身。スターダストプロモーション所属。かつてはアイドルユニット「F.A.R.M.」および「それゆけ！FARM」のメンバーであった
。

## 経歴
2012年4月、テレビ番組『テストの花道』でデビュー。
2012年9月、ミュージカル『らき☆すた≒おん☆すて』の小早川ゆたか役で舞台初出演。2013年8月、舞台『少女歌劇譚 遥かなるミドルガルズ』伊田静役で舞台初主演を果たす
2013年9月、アイドルユニット「F.A.R.M.」に加入。2014年2月、アイドルユニット「それゆけ！FARM」に加入。同年3月、自身初のDVD『朝のラブレター』を発売。同年4月、都内大学に進学。

## 人物
趣味はソフトボール、水泳。
小学生の時に米倉涼子の主演ドラマ『 奥さまは魔女』がきっかけで、女優に興味を持つ。高校生の時に現在の所属事務所であるスターダストプロモーションのオーディションを受け、その後所属となった。

## 出演

### テレビ番組
- テストの花道（2012年4月 - 2016年3月、NHK Eテレ） - レギュラー
- みんなで!ニコリッチ（2013年7月 - 、TOKYO MX） - レギュラー・あゆみん[6]
- 実在性ミリオンアーサー（2014年10月 - 2015年3月、テレビ神奈川 他） - レギュラー・アーサー-魔法の派-[7][8]

### テレビドラマ
- ゆるい #11（2016年9月17日）
- 癒されたい男 第3話（2019年4月25日、テレビ東京） - 窓口キラ子 役
- いだてん〜東京オリムピック噺〜（2019年、NHK大河ドラマ） - 守岡初子 役
- あなたの番です 第16話（2019年8月11日、日本テレビ） - 雫 役

### オリジナルビデオ
- いけない!ルナ先生 吼えろ!嵐のおっぱいバレー!?篇（2014年3月5日発売、エスピーオー）- 優花 役[9]
- ランチタイム終わりました。（2016年）

### 舞台
- ミュージカル らき☆すた≒おん☆すて（2012年9月20日 - 30日、シアターGロッソ） - 小早川ゆたか 役[10]
- はっぴぃはっぴぃどりーみんぐプロデュース Vol.1 COMIC☆ACTORS（2013年1月11日 - 13日、武蔵野芸能劇場） - 主演・アシュリ 役[11]
- はっぴぃはっぴぃどりーみんぐプロデュース Vol.3 大正浪漫探偵譚（2013年7月27日・28日、八幡山ワーサルシアター）- 西園寺麗華 役[12]
- 少女歌劇譚 遥かなるミドルガルズ（2013年8月21日 - 25日、シアターブラッツ）- 主演・伊田静 役[13][5]
- はっぴぃはっぴぃどりーみんぐプロデュース ひとひら（2014年7月2日 - 6日、ウエストエンドスタジオ）- 主演・麻井麦 役[14]
- 舞台 スーパーダンガンロンパ2シリーズ - 西園寺日寄子 役
  - スーパーダンガンロンパ2 THE STAGE 〜さよなら絶望学園〜（2015年12月3日 - 13日、Zeppブルーシアター六本木）[15]
  - スーパーダンガンロンパ2 THE STAGE 〜さよなら絶望学園〜2017（2017年3月16日 - 26日、Zeppブルーシアター六本木 / 3月30日 - 4月2日、森ノ宮ピロティホール）[16]
- 舞台 プリンス・オブ・ストライド THE LIVE STAGEシリーズ - 河原崎莉子 役[17]
  - エピソード1（2016年12月9日 - 14日、シアター1010 / 12月23日 - 25日、森ノ宮ピロティホール）
  - エピソード2（2017年4月22日 - 30日、シアター1010 / 5月5日 - 7日、森ノ宮ピロティホール）
  - エピソード3（2017年6月17日 - 25日、シアター1010 / 6月30日 - 7月2日、森ノ宮ピロティホール）
  - エピソード4（2017年8月14日 - 20日、シアター1010 / 8月25日 - 27日、豊中市立文化芸術センター）

### CM
- タマホーム「ふたりめ会議」篇（2014年）
- タルト・タタン「セ・ラ・タルトタタン」篇（2016年）
- ダイハツ工業「CAST ACTIVA」（2016年）
- 全国労働金庫協会「総合講座VP」（2017年）
- 長谷工ジョブクリエイト「仕事探しもわかるんだ」篇（2018年）

### MV
- erica「運命を信じます」（2015年）

## 作品

### DVD
- 朝のラブレター（2014年3月26日、ENFD-5540）